# Jonas Mattisseck
Jonas Mattisseck (* 16. Januar 2000 in Berlin) ist ein deutscher Basketballspieler. Er steht im Aufgebot des Bundesligisten Alba Berlin.

## Laufbahn
Mattisseck begann seine Basketballlaufbahn auf Vereinsebene in der Jugend des VfL Lichtenrade in Berlin. Er wechselte später in den Nachwuchsbereich von TuS Lichterfelde und 2016 weiter zu Alba Berlin. Er verstärkte ab dem Spieljahr 2016/17 Albas zweite Herrenmannschaft in der Regionalliga und spielte weiterhin im Jugendbereich.
Mit dem Beginn der Saison 2017/18 wurde Mattisseck mit einer „Doppellizenz“ ausgestattet, die es ihm gestattete, zusätzlich zu seinen Einsätzen im Alba-Dress auch für den SSV Lok Bernau in der 2. Bundesliga ProB aufzulaufen. Obwohl zunächst nur als Ergänzungsspieler in Bernau gedacht, avancierte Mattisseck dort im Laufe der Saison zum Leistungsträger. Er schaffte zudem den Sprung ins erweiterte Bundesliga-Aufgebot Albas. Dort brachte ihn der als Talentförderer bekannte spanische Trainer Aíto García Reneses im Januar 2018 erstmals im Europapokal sowie im deutschen Pokalwettbewerb zum Einsatz. Ende März 2018 kam sein Bundesliga-Einstand hinzu. Mattisseck gewann mit Alba in derselben Saison außerdem die deutsche Juniorenmeisterschaft (U19) und wurde zum besten Verteidiger und wertvollsten Spieler der Hauptrunde in der NBBL gekürt. Im Sommer 2019 meldete er sich erst zum Draft-Verfahren der National Basketball Association (NBA) an, um seinen Namen dann jedoch wieder von der Kandidatenliste für die nordamerikanische Liga streichen zu lassen.
Im Februar 2020 holte er mit Berlin den Sieg im deutschen Pokalwettbewerb, Ende Juni 2020 gewann er mit der Mannschaft die deutsche Meisterschaft. Mattisseck erzielte im Meisterjahr in der Bundesliga im Schnitt 4,8 Punkte je Partie. 2021 wiederholte er mit Berlin den Gewinn der Meisterschaft, fiel in der Saisonschlussphase aber verletzt aus. 2022 folgte der dritte deutsche Meistertitel in Folge, des Weiteren wurde Mattisseck mit Berlin 2022 deutscher Pokalsieger.

### Nationalmannschaft

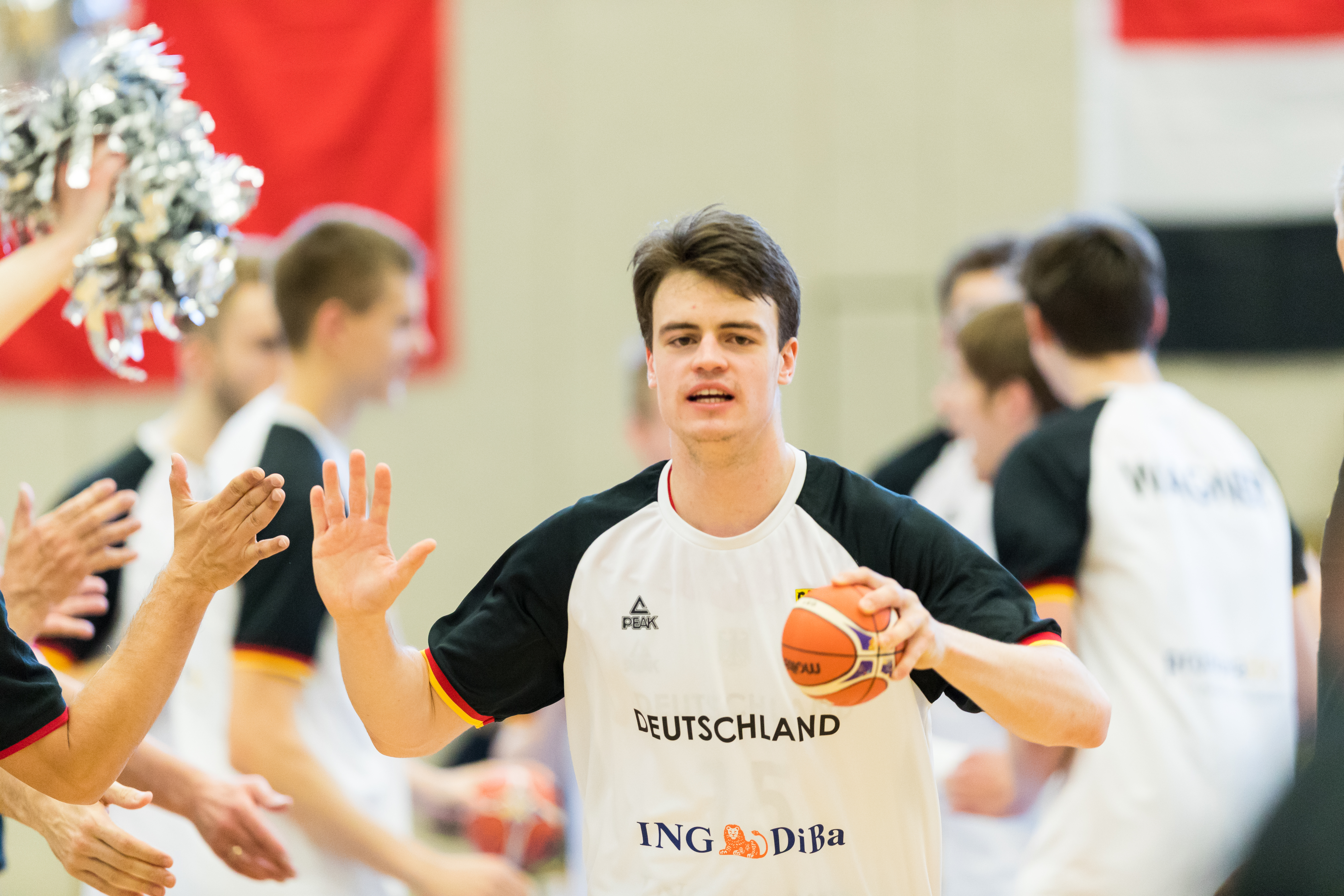
Jonas Mattisseck (2018)

Mattisseck nahm als Mitglied der deutschen U16-Nationalmannschaft im Sommer 2016 am EM-Turnier teil. Ein Jahr später nahm er mit der U18-Nationalmannschaft an der U18-Europameisterschaft teil. Im April 2018 gewann er als Kapitän mit der deutschen U18-Nationalmannschaft das Albert-Schweitzer-Turnier und wurde als bester Spieler der Traditionsveranstaltung ausgezeichnet. Bei der U18-EM in Lettland im Sommer 2018 war er mit 10,3 Punkten und 2,7 Korbvorlagen pro Spiel bester Korbschütze und bester Vorbereiter der deutschen Mannschaft, die bei dem Turnier den sechsten Platz belegte.
Im Februar 2019 erhielt Mattisseck erstmals eine Berufung in das Aufgebot der A-Nationalmannschaft, nachdem er bis dahin erst 13 Bundesliga-Spiele bestritten hatte. Sein erstes A-Länderspiel bestritt er in der WM-Qualifikation gegen Israel. Im Juli 2019 nahm er mit der U20-Nationalmannschaft an der Europameisterschaft dieser Altersklasse teil und errang Bronze. Mit durchschnittlich 12 Punkten je Begegnung war er im Turnierverlauf zweitbester deutscher Korbschütze. Im Sommer 2023 war er Mitglied einer U23-Auswahl des Deutschen Basketball Bunds, die unter der Leitung von Bundestrainer Gordon Herbert an einem internationalen Turnier im kanadischen Toronto teilnahm.

## Erfolge und Auszeichnungen

### Als Nationalspieler
- Gewinner des Albert-Schweitzer-Turniers mit der deutschen U18-Nationalmannschaft 2018
- EM-Bronze mit der deutschen U20-Nationalmannschaft 2019

### Als Vereinsspieler
- Deutscher U19-Meister: 2018
- Deutscher Meister: 2020, 2021, 2022

### Auszeichnungen
- JBBL, Bester Verteidiger: 2016
- NBBL, Rookie des Jahres: 2017
- NBBL, Bester Spieler: 2018
- NBBL, Bester Verteidiger: 2018
- Bester Spieler des Albert-Schweitzer-Turniers: 2018